# Oscar Bogren
Oscar Fredrik Bogren (i riksdagen kallad Bogren i Falköping, senare Bogren i Simonstorp och Bogren i Sjömo), född 30 juli 1851 i Sandhems socken, död 18 november 1919 i Stockholm, var en svensk redaktör, lantbrukare och politiker (liberal). 
Oscar Bogren, som var son till en sergeant, var folkskollärare och organist i Hössna 1874–1906 och övertog därefter den liberala dagstidningen Falköpingsposten efter riksdagsmannen David Holmgren. Han förblev tidningens redaktör och utgivare till nedläggningen 1916.
Bogren var riksdagsledamot 1909–1919 i andra kammaren, fram till 1911 för Mariestads, Skövde och Falköpings valkrets och från 1912 för Skaraborgs läns södra valkrets, och tillhörde Frisinnade landsföreningens riksdagsgrupp Liberala samlingspartiet. I riksdagen var han bland annat suppleant i konstitutionsutskottet 1912–1917 och ledamot i bankoutskottet 1918–1919. Han engagerade sig bland annat i lönefrågor och försvarspolitik.
Bogren blev riddare av Vasaorden 1919. Han är begravd på Norra begravningsplatsen utanför Stockholm.